# Iman Dozy

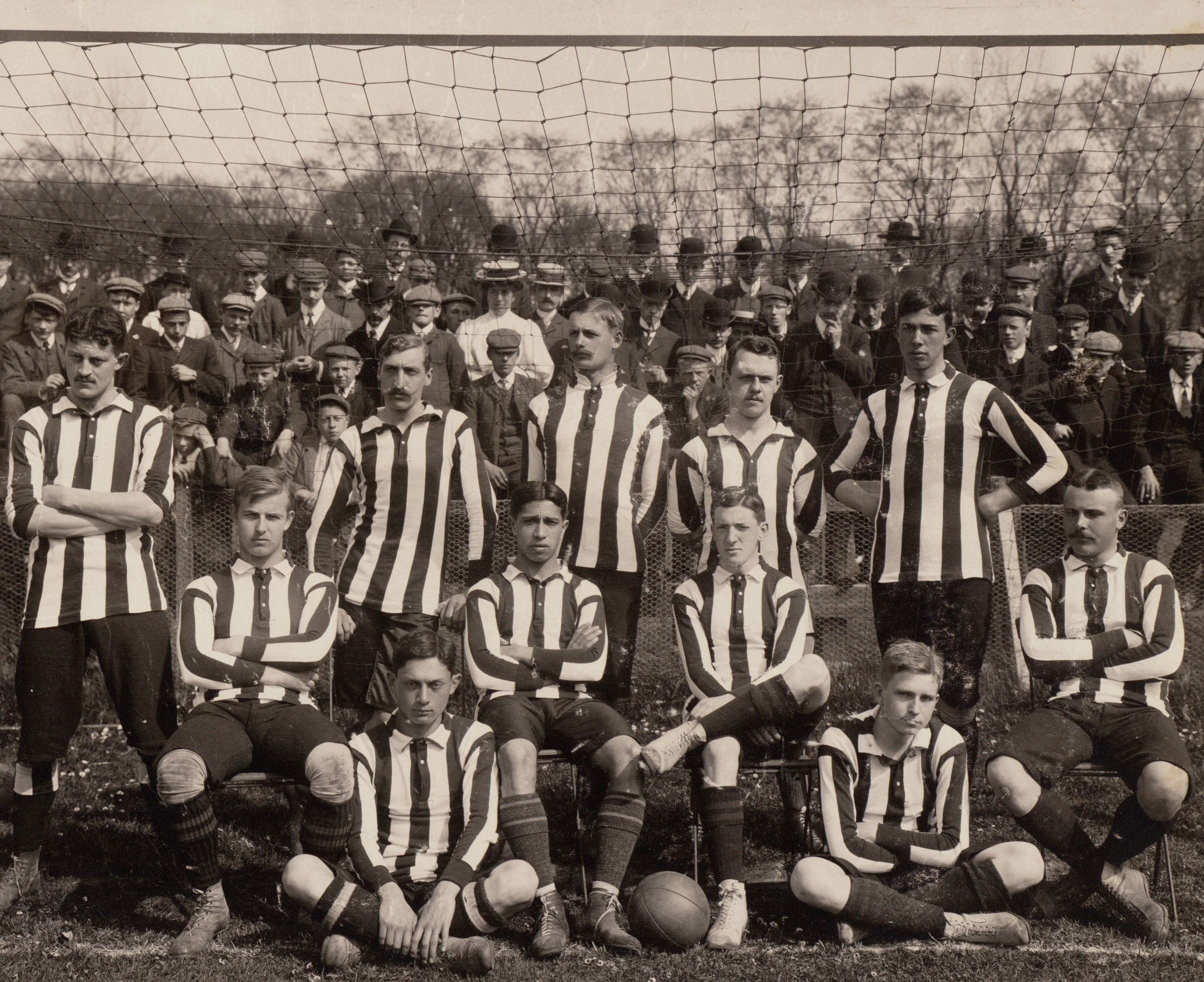
Iman Dozy (zittend links) in het Nederlands elftal (1907)

Iman Cornelis Dozy jr. (Fort Willem I (Ambarawa), 10 mei 1887 – Leiden, 14 mei 1957) was een Nederlands voetballer die als middenvelder speelde.
Dozy kwam vanaf 1901 uit voor Ajax Leiden waarvoor hij tot in 1908 in totaal 175 wedstrijden speelde. Ook speelde hij in de jaren 20 en 30 cricket bij de club. In 1907 kwam hij ook vier keer uit voor het Nederlands voetbalelftal. In 1927 werd hij voorzitter van Ajax Sportman Combinatie waar hij in 1952 tot ere-voorzitter benoemd werd.
Hij was controleur in Nederlands-Indië (1908-1926, wegens gezondheidsredenen verbleef hij in de periode 1909-1910 in Zwitserland). Dozy studeerde tandheelkunde aan de Rijksuniversiteit Leiden en de Universiteit Utrecht en was vanaf 1935 als tandarts werkzaam in Scheveningen en later in Rotterdam. In 1920 huwde hij voor het eerst in Bandoeng maar scheidde in 1930 in Den Haag. In 1940 trad hij voor de tweede maal in het huwelijk. Dozy werd begraven op begraafplaats Groenesteeg in Leiden.